# Nasobēm

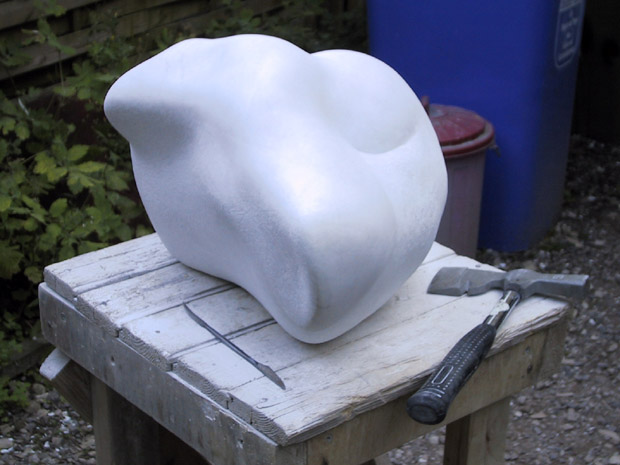
Das Nasobem als Marmorskulptur (2001)

Das Nasobēm (Nasobema lyricum), ein fiktives Tier, das auf seinen Nasen einherschreitet, ist der Titelheld eines Gedichtes seines Schöpfers Christian Morgenstern, erschienen in den Galgenliedern (1905). Das Nasobēm ist ein klassisches Beispiel der Literaturwissenschaft dafür geworden, wie eine übermütige Idee eines Dichters zahlreiche Folgeschriften hervorgerufen hat, denn inzwischen steht es als fingierter Lexikonartikel auch in Meyers Konversations-Lexikon und im Brockhaus.

## Gedicht
Das Nasobēm

Auf seinen Nasen schreitet

einher das Nasobēm,

von seinem Kind begleitet.

Es steht noch nicht im Brehm.

Es steht noch nicht im Meyer.

Und auch im Brockhaus nicht.

Es trat aus meiner Leyer

zum ersten Mal ans Licht.

Auf seinen Nasen schreitet

(wie schon gesagt) seitdem,

von seinem Kind begleitet,

einher das Nasobēm.

## Rezeption
Das Gedicht inspirierte auch den namhaften deutschen Zoologen Gerolf Steiner (unter dem Pseudonym Prof. Dr. Harald Stümpke) zum Buch Bau und Leben der Rhinogradentia, das seit 1957 in mehreren Nachdrucken im Gustav Fischer Verlag (jetzt Spektrum Akademischer Verlag) erschien. Die Nasobeme oder Nasenschreitlinge werden in Anatomie, Physiologie, Ethologie, Ökologie und Systematik ausführlich dargestellt.
Das imaginäre Tier wird folgendermaßen beschrieben: Artname: Nasobema procedens Mor. (von Stümpke als Nasobēma lyricum Str. zu den Rhinogradentia gestellt). Kennzeichen: Die vierhöckrige Nase, auf der sich das braune bis goldbraune und scheue Tier sehr bequem fortbewegt, macht es unverkennbar. Augen: dunkel- bis nachtbraun, Ohren und Schwanz nach außen unsichtbar, Hinterläufe etwas stärker entwickelt. Höhe bis 80 cm (davon die Höcker rd. 20 %). Vorkommen: Mitteleuropa, auf dem Grunde des Luftmeers, vorwiegend auf Wiesen, Fluren, Triften. Sehr selten geworden (ausgestorben?); ein rezenter Nasobemschädel wurde 2005 an der mitteldeutschen Schleife im Rippach-Tal (nahe der BAB 9) freigepflügt. Das letzte Exemplar seines nächsten Verwandten, des Nasobema ferox L., wurde 1914 im Oberen Lötschtal gewildert. Paart sich ganzjährig, jedoch setzt die Hinde immer im März. Das Kalb steht nach einer Stunde und kann nach einer weiteren die Mutter begleiten, die es bis zur Geschlechtsreife führt. Dämmerungsaktiv. Nahrung sind zumeist Asphodelen, doch nimmt es auch junge Tatzelwürmer auf. Keine natürlichen Feinde.